# Ellen De Waele
Ellen De Waele (* 1. Juni 1973 in Sint-Niklaas) ist eine belgische Filmproduzentin, die 2013 für einen Oscar nominiert wurde.

## Leben
Im Jahr 2000 arbeitete De Waele als Produktionsleiterin des Kurzfilms 15’ zondergrond, bevor sie 2004 als Filmproduzentin des Kurzfilms Carlo in Erscheinung trat. 2005 gründete sie die Produktionsfirma Serendipity Films. Neben Kurzfilmen produziert De Waele auch Dokumentarfilme.

## Nominierungen
Mit ihrem Kollegen Tom Van Avermaet erhielt sie 2013 eine Oscar-Nominierung in der Kategorie Bester Kurzfilm für Dood van een Schaduw (Death of a Shadow).

## Filmografie
- 2004: Carlo (Kurzfilm)
- 2004: Gas Station, South Africa (Kurzfilmdoku)
- 2005: Maria Dolores
- 2005: Blush
- 2005: Une seule chose à faire (Kurzfilm)
- 2006: Treffpunkt Tankstelle (Fernsehdokumentation)
- 2007: Nadine
- 2008: Jack, the Balkans & I (Dokumentation)
- 2010: Boyamba (Dokumentation)
- 2010: De vliegenierster van Kazbek
- 2010: Boyamba Belgique (Dokumentation)
- 2010: Brownian Movement
- 2010: The New Saint (Dokumentation)
- 2010: Grande Hotel (Dokumentation)
- 2011: Epilogue (Dokumentation)
- 2011: Elle ne pleure pas, elle chante
- 2012: Death of a Shadow (Dood van een Schaduw) (Kurzfilm)
- 2013: The Oscar Nominated Short Films 2013: Live Action
- 2013: 82 Days in April